# Michael Ring

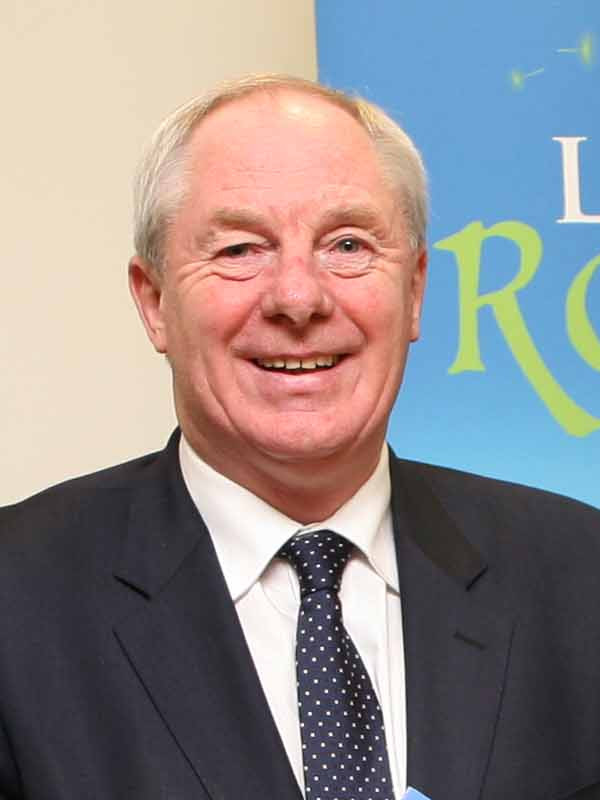
Michael Ring (2012)

Michael Ring (irisch Micheál Ó Rinn; * 24. Dezember 1953 in Westport, County Mayo) ist ein irischer Politiker und Mitglied der Fine Gael.

## Leben
Nach dem Schulabschluss arbeitete Ring als Makler und Auktionator in Westport.
Bei den Wahlen zum Dáil Éireann 1992 scheiterte er beim Versuch, für den Wahlkreis Mayo West in das irische Unterhaus einzuziehen. Bei den Nachwahlen 1994 war er hingegen erfolgreich. Ab den Wahlen 1997 konnte er stets im Wahlkreis Mayo den Sitz verteidigen. 
Am 10. März 2011 wurde Ring Staatsminister im Verkehrsministerium für Tourismus und Sport im Kabinett Kenny I. In der Regierung Kenny II wurde er 2016 Staatsminister im Ministerium für Kunst, Kulturerbe, regionale, ländliche und Gaeltacht-Angelegenheiten mit der Aufgabe der regionalen Wirtschaftsförderung. Als Leo Varadkar 2017 die Regierung  bildete, wurde er zum Minister für ländliche und gesellschaftliche Entwicklung. Dieses Amt hatte er bis 2020 inne.

## Privates
Michael Ring hat mit seiner Frau Anne Fitzgerald drei Kinder.